# Георги Стефанович Бранкович
Георги Стефанович Бранкович  (на сръбски: Ђорђе Бранковић) е сръбски деспот по наследство, а впоследствие след замонашването си става белградски архиепископ под името Максим до смъртта си през 1516 г.
След падането на Сърбия под османска власт унгарският крал Матяш Корвин, осъзнавайки опасността от турската заплаха до границите на Унгария, възстановява Сръбското деспотство в района на Срем като васално на Унгария и предоставя първо титлата на Вук Гъргуревич Бранкович, братовчед на Георги Стефанович Бранкович. След смъртта на Вук през 1485 г. титлата е дарена на Георги (1486) като от 1493 г. той дели тази титла и власт с брат си Йован Бранкович.
През 1496 г. Георги се замонашва и оставя брат си Йован да управлява. Умира през 1516 г. вече като архиепископ под името Максим и е погребан в основания от него Крушедолския манастир. През 1523 г., когато Белград е в турски ръце за две години, а границата с Османската империя след битката при Мохач се приближава съвсем до Крушедол и неговия манастир, където лежат тленните останки на деспота, се създава истински култ към Георги Бранкович, което помага за укрепване духа на сърбите, сражаващи се срещу османците. Започва преклонение и пред цялата му фамилия - баща му Стефан Бранкович, майка му Ангелина Сръбска и брат му Йован Бранкович. След като турците опожаряват манастира през 1716 г. светите им мощи също са унищожени като се запазва единствено лявата ръка на Ангелина и някои дребни части от телата на останалите членове на семейството.

## Семейство
Георги Стефанович Бранкович има брак с Изабела дел Балцо, дъщеря на херцога на Нардо. От техния брак се ражда дъщеря им Елисавета Бранкович, омъжена за Алесио Спан. Възможно е негова дъщеря да е и Деспина Милица, омъжена за влашкия княз Нягое I Басараб. 